# 小倉雅史
小倉雅史（日语：／ Kokura Masashi，5月12日—），日本插畫家、漫畫家。1990年代，他加入科樂美電腦娛樂東京虛擬之吻製作室，以擔任戀愛模擬遊戲《純愛手札》人物設定而成名。他參加《純愛手札3》以後退出科樂美電腦娛樂東京，成為自由插圖畫家、漫畫家。2005年，他與助手群共同獨立創業，團體名稱定為「雅的調色盤」（雅のぱれっと）。

## 作品
人物設定
- 《純愛手札》
- 《純愛手札3》

原畫
- 科樂美精品世界限定商品《小倉雅史系列》（こくら雅史シリーズ）

漫畫
- 《君吻》漫畫版（《Fami通PS2》2006年6月30日號開始連載，連載狀況不明）

插畫
- 電視動畫《只有神知道的世界》第二季第12話預告插畫

## 外部連結
- 雅的調色盤 （页面存档备份，存于） （日語）（小倉雅史官方網站）
- 小倉雅史官方情報★Miyabi Letter （日語）（小倉雅史官方電子報）
- 小倉雅史的X（前Twitter） （日語）